# Elmore Leonard
Elmore John Leonard Jr. (ur. 11 października 1925 w Nowym Orleanie, zm. 20 sierpnia 2013 w Detroit) – amerykański powieściopisarz i scenarzysta.

## Życiorys
W latach 30. śledził przygody pary Bonnie i Clyde, które wywarły silny wpływ na jego przyszłą twórczość. W latach 1943–1946 służył w US Navy na południowym Pacyfiku. Po powrocie studiował język angielski i filozofię. Pracował jako copywriter w agencji reklamowej i wysyłał swoją prozę do czasopism.
Zaczynał w latach 50. od westernów, potem zaczął tworzyć powieści kryminalne i thrillery.
Krytycy chwalą jego twórczość za naturalistyczny realizm i robiące wrażenie dialogi. Sam twierdził, że „opuszcza te części, które czytelnicy pomijają”. Jest zwany „Dickensem Detroit”, ponieważ wielokrotnie opisywał mieszkańców tego miasta.
Mieszkał z rodziną w Michigan.

## Twórczość

### Powieści
- 1953 The Bounty Hunters
- 1954 Law at Randado
- 1956 Escape from Five Shadows
- 1959 Last Stand at Saber River
- 1961 Hombre
- 1969 The Big Bounce
- 1969 The Moonshine War
- 1970 Valdez Is Coming
- 1972 Forty Lashes Less One
- 1974 Mr. Majestyk – wyd. pol. Mr Majestyk, Pegasus
- 1974 52 Pick-Up
- 1976 Swag
- 1977 Unknown Man No. 89
- 1977 The Hunted
- 1978 The Switch
- 1979 Gunsights
- 1980 City Primeval
- 1980 Gold Coast
- 1981 Split Images
- 1982 Cat Chaser
- 1983 Stick – wyd. pol. Stick, Petra, 1993
- 1983 LaBrava
- 1985 Glitz – wyd. pol. Blichtr, Petra, 1992
- 1987 Bandits
- 1987 Touch – wyd. pol. Dotknięcie
- 1988 Freaky Deaky
- 1989 Killshot
- 1990 Get Shorty – wyd. pol. Dorwać Małego, Zysk i S-ka, 2000
- 1991 Maximum Bob – wyd. pol. Wielki Bob, Petra, 1992
- 1992 Rum Punch – wyd. pol. Rumowy poncz – Jackie Brown, Zysk i S-ka, 1998
- 1993 Pronto
- 1995 Riding the Rap
- 1996 Out of Sight – wyd. pol. Gdzie wzrok nie sięga, Zysk i S-ka, 1999
- 1996 Naked Came the Manatee
- 1998 Cuba Libre
- 1998 Tonto Woman
- 1999 Be Cool
- 2000 Pagan Babies
- 2001 Fire in the Hole
- 2002 When the Women Come Out to Dance
- 2002 Tishomingo Blues
- 2004 A Coyote's in the House
- 2004 Mr. Paradise
- 2005 The Hot Kid
- 2006 Comfort to the Enemy
- 2007 Up in Honey's Room
- 2009 Road Dogs
- 2010 Djibouti
- 2012 Raylan

### Opowiadania
- 1953 Three-Ten to Yuma
- 1955 The Captives
- 2004 The Complete Western Stories of Elmore Leonard

### Antologie
- 1996 Pulp Frictions – wyd. pol. Arcydzieła czarnego kryminału, Prószyński i S-ka, 2008 – zawiera opowiadanie Baaardzo śmieszne
- 2002 McSweeney's Mammoth Treasury of Thrilling Tales. Issue 10 – wyd. pol. Elektryzujące opowieści, Zysk i S-ka, 2007 – zawiera opowiadanie O tym, jak Carlos Webster został Carlem Websterem, stróżem prawa z Oklahomy
- 2005 Dangerous Women – wyd. pol. Niebezpieczne kobiety, Prószyński i S-ka, 2007

## Ekranizacje
Jest autorem opowiadania Three-Ten to Yuma (1953), podstawy filmu 15:10 do Yumy (1957) i jego remake'u 3:10 do Yumy. Powieść Out of Sight sfilmował w 1998 Steven Soderbergh (Co z oczu, to z serca), Get Shorty w 1995 – Barry Sonnenfeld (polski tytuł: Dorwać małego), a Rum Punch w 1997 – Quentin Tarantino (pt. Jackie Brown). Zekranizowano jeszcze kilkanaście innych powieści oraz opowiadań Leonarda, w tym kilka na podstawie jego scenariuszy.
- 1970 Bitwa o whisky (The Moonshine War)
- 1971 Valdez przybywa (Valdez Is Coming)
- 1972 Joe Kidd
- 2005 Be Cool
- 2009 Killshot